# Gamma Chamaeleontis
Gamma Chamaeleontis (γ Chamaeleontis, förkortat Gamma Cha, γ Cha) som är stjärnans Bayerbeteckning, är en ensam stjärna belägen i den mellersta delen av stjärnbilden Kameleonten. Den har en skenbar magnitud på 4,12 och är svagt synlig för blotta ögat där ljusföroreningar ej förekommer. Baserat på parallaxmätning inom Hipparcosuppdraget på ca 7,8 mas, beräknas den befinna sig på ett avstånd på ca 418 ljusår (ca 128 parsek) från solen.

## Egenskaper
Gamma Chamaeleontis är en orange jättestjärna av spektralklass K5 III. Den har en radie som är ca 67 gånger större än solens och utsänder från dess fotosfär ca 864 gånger mera energi än solen vid en effektiv temperatur på ca 4 000 K.
Gamma Chamaeleontis är en misstänkt variabel stjärna, med en amplitud av 0,01 magnitud. Under de närmaste 7 500 åren kommer den södra himmelspolen att passera nära denna stjärna (4200 CE).